# Churuguara
Churuguara ist ein Dorf in Falcón, Venezuela. Es ist Verwaltungssitz des autonomen Bezirks Federación und die größte Siedlung in der Sierra-de-Falcón-Region.
Früher wohnten hier indianische Stämme. Spanische Siedler und später afrikanische Sklaven ließen sich seit dem 16. Jahrhundert hier nieder.